# Liste der türkischen Botschafter in Pakistan
| Ernennung Akkreditierung | Botschafter          | Bemerkung | Liste der Ministerpräsidenten der Türkei | Liste der Staatsoberhäupter Pakistans | Posten verlassen |
| ------------------------ | -------------------- | --------- | ---------------------------------------- | ------------------------------------- | ---------------- |
| 21. Feb. 1948            | Yahya Kemal Beyatlı  |           | Hasan Saka                               | Khawaja Nazimuddin                    | 27. Dez. 1948    |
| 6. Dez. 1952             | Selahattin R. Arbel  |           | Adnan Menderes                           | Ghulam Muhammad                       | 15. Feb. 1957    |
| 24. Apr. 1957            | Muzaffer Göksenin    |           | Adnan Menderes                           | Iskander Mirza                        | 11. Mai 1960     |
| 5. Juni 1960             | Taha Carım           |           | Cemal Gürsel                             | Mohammed Ayub Khan                    | 24. Mai 1961     |
| 1. Aug. 1962             | Sadi Elden           |           | İsmet İnönü                              | Mohammed Ayub Khan                    | 12. Nov. 1964    |
| 27. Jan. 1965            | Şinasi Orel          |           | Suad Hayri Ürgüplü                       | Mohammed Ayub Khan                    | 5. Feb. 1968     |
| 27. Feb. 1968            | Doğan Türkmen        |           | Suad Hayri Ürgüplü                       | Mohammed Ayub Khan                    | 22. Mai 1968     |
| 26. März 1973            | Erdem Erner          |           | Mehmet Naim Talu                         | Fazal Ilahi Chaudhry                  | 2. Nov. 1976     |
| 27. Nov. 1976            | Nihat Dinç           |           | Süleyman Demirel                         | Fazal Ilahi Chaudhry                  | 4. Nov. 1980     |
| 13. Nov. 1980            | Ayhan Kamel          |           | Bülent Ulusu                             | Mohammed Zia ul-Haq                   | 17. Nov. 1984    |
| 4. Dez. 1984             | İnal Batu            |           | Turgut Özal                              | Mohammed Zia ul-Haq                   | 2. Jan. 1987     |
| 5. Jan. 1987             | Baki İlkin           |           | Turgut Özal                              | Mohammed Zia ul-Haq                   | 17. Nov. 1990    |
| 27. Nov. 1990            | Mustafa Aşula        |           | Yıldırım Akbulut                         | Ghulam Ishaq Khan                     | 27. März 1994    |
| 1. Apr. 1994             | Candan Azer          |           | Tansu Çiller                             | Faruk Ahmad Khan Leghari              | 23. Jan. 1998    |
| 26. Feb. 1998            | Bozkurt Aran         |           | Mesut Yılmaz                             | Mohammed Rafiq Tarar                  | 17. Dez. 1999    |
| 8. Apr. 2000             | Ali Vural Öktem      |           | Bülent Ecevit                            | Mohammed Rafiq Tarar                  | 31. Mai 2002     |
| 22. Juni 2002            | H Kemal Gür          |           | Abdullah Gül                             | Pervez Musharraf                      | 1. Jan. 2007     |
| 2. Jan. 2007             | Rauf Engin Soysal    |           | Recep Tayyip Erdoğan                     | Pervez Musharraf                      | 17. Juli 2009    |
| 1. Aug. 2009             | Mustafa Babür Hızlan |           | Recep Tayyip Erdoğan                     | Asif Ali Zardari                      | 16. Sep. 2013    |
| 28. Sep. 2013            | Sadık Babür Girgin   |           | Recep Tayyip Erdoğan                     | Mamnoon Hussain                       |                  |